# RPG-27
RPG-27（ロシア語: РПГ-27 «Таволга»「シモツケソウ」の意）は、1980年代にソビエト連邦が開発した使い捨て式の携帯式対戦車擲弾発射器である。

## 概要
RPG-26を基に開発された。口径は72.5mmから105mmに大型化され、爆発反応装甲や複合装甲を備えた西側の第3世代戦車を撃破するためにタンデムHEAT弾を装備した。
また、RPG-26に弾頭をサーモバリック爆薬に交換した派生形のRShG-2が存在したのと同様に、RPG-27の弾頭をサーモバリック爆薬に交換したRShG-1が製作されているが、こちらはRPG-27とほぼ同一の有効射距離を維持している。

## 弾頭
RPG-27
- 弾頭：タンデムHEAT弾（RPG-27用の新型PG-7VR）
- RHA貫通能力：爆発反応装甲+600mm、750mm（爆発反応装甲無し）

RShG-1
- 弾頭：サーモバリック爆薬
- 対人危害半径：10m